# Stazione di Settsu-Tonda
La stazione di Settsu-Tonda (摂津富田駅?, Settsu-Tonda-eki) è una stazione ferroviaria situata nella città di Takatsuki, nella prefettura di Osaka in Giappone sulla linea JR Kyōto.

## Linee
- JR West
  - Linea JR Kyōto (Linea principale Tōkaidō)

## Caratteristiche
La stazione ha due binari a isola, ognuno dei quali serve esclusivamente treni in una singola direzione. Sono presenti anche due binari esterni, isolati tuttavia dalla stazione, e questo impedisce ai treni espressi e rapidi che li percorrono di fermare presso la stazione.
| 1 | ■ Linea JR Kyōto |  | Passaggio                         |
| 2 | ■ Linea JR Kyōto |  | Per Shin-Ōsaka, Ōsaka e Sannomiya |
| 3 | ■ Linea JR Kyōto |  | Per Takatsuki, Kyoto e Maibara    |
| 4 | ■ Linea JR Kyōto |  | Passaggio                         |

## Stazioni adiacenti
| «                                        | Servizio       | »              |
| Linea JR Kyōto                           | Linea JR Kyōto | Linea JR Kyōto |
| ---------------------------------------- | -------------- | -------------- |
| Takatsuki                                | Locale         | Ibaraki        |
| I treni Rapidi e R. speciali non fermano |                |                |